# Micrelloides molaris
Micrelloides molaris är en insektsart som beskrevs av Evans 1973. Micrelloides molaris ingår i släktet Micrelloides och familjen dvärgstritar. Inga underarter finns listade i Catalogue of Life.